# 凱恩·布朗
凱恩·艾倫·布朗（英語：Kane Allen Brown，1993年10月21日—），是一位美國歌手及詞曲作家，現為RCA納許維爾旗下歌手。

## 演藝生涯
他曾參加美國偶像及X音素的初選。但最終他選擇X音素，其後因製作人希望把他和其他參賽者組成男團而退出比賽。之後，他上傳翻唱視頻並收獲不少粉絲。
布朗原本和Zone 4唱片公司簽約，傑伊·弗蘭克是他的第一任經理人。瑪莎·伯爾斯於2016年成為他第二任經理人。

### 2014年: 《靠近一點 EP》
2014年，推出了首張迷你專輯，《靠近一點》 。《靠近一點》在鄉村音樂專輯榜空降第22名，首周銷量為3,200張。《Don't Go City On Me》在2014年10月24日推出，作為《靠近一點》第一主打，並在鄉村數位歌曲榜登上第43名。

### 2015年: 《我曾如此深沉的愛著你》及其他單曲
2015年10月21日,布朗推出單曲《我曾如此深沉的愛著你》，並在鄉村數位歌曲榜登上第2名，僅僅發行2天，並售出38,000張單曲，此單曲的發行亦令《靠近一點》在最佳專輯銷量榜上升至第22位。《深夜的最後一分鐘》在2015年11月4日推出，並在鄉村數位歌曲榜登上第9名，並售出26,000張單曲。《我愛我恨你》在2015年11月30日推出，並在首周售出17,000張單曲。

### 2016年至2018年:《第一課 EP》及《首張同名專輯》
布朗於2016年作為佛喬航線《Dig Your Roots巡迴演唱會》的開場嘉賓，並演唱和錢德勒·史蒂芬斯共同創作的歌曲《無法停止的愛》 。
2016年1月，布朗和RCA納許維爾旗下的索尼音樂納什維爾簽約。他首張由主流唱片公司發行的迷你專輯《第一課》於2016年3月18日發行，並首登公告牌二百強專輯榜第九位及鄉村音樂專輯榜第三位，賣出30,000張專輯(包含23,000張實體專輯)。《我曾如此深沉的愛著你》和《深夜的最後一分鐘》均收錄於迷你專輯中。
在2016年6月，《現在再也沒有什麼可阻止我們》作為他首張錄音室專輯首波主打推出。《我們像雨中的雷聲》在同年8月作為第二波主打，並開展個人首場巡迴演唱會《我們像雨中的雷聲巡迴演唱會》。個人出道錄音室專輯在2016年12月發行，並首登公告牌二百強專輯榜第10位。《什麼如果》聯同他的好友美國鄉村歌手勞倫·阿萊娜合唱，作為專輯第三波主打推出，更在美國獲得白金認證。此單曲成為布朗第一首、阿萊娜第二首鄉村電台榜冠軍單曲，並在熱門鄉村歌曲榜連續五星期位居首位。
2017年，《同名專輯》豪華版推出，其中收錄和克里斯·揚合作的《點燃這個夜晚》。《天堂》則在11月作為專輯第四波主打推出。隨著豪華版發行，專輯重返公告牌二百強專輯榜第5位及鄉村音樂專輯榜第一位。憑藉熱門單曲《什麼如果》和新單曲《天堂》，布朗成為首位在五大鄉村音樂榜單均獲得冠軍的歌手: 包括鄉村音樂專輯榜、熱門鄉村歌曲榜、鄉村電台榜、鄉村所謂歌曲榜和鄉村串流歌曲榜。
他在2016年的頂級鄉村藝術家年終排行榜上排名第45位，在2017年他躍升至第11位，成為排名前20位的最年輕藝術家。而他在2017年頂級藝人年終排行榜排在99位，在2017年頂級鄉村歌曲藝人年終排行榜和頂級鄉村專輯藝人藝人年終排行榜均排在11位，在2017年200大專輯藝人年終排行榜排在58位，
在百強單曲藝人年終排行榜則排在第97名。

### 2018-2019年: 《音樂實驗》
布朗在2018年11月9日推出了個人第二張錄音室專輯，《音樂實驗》。《解放自己》作為專輯首波主打，在2018年6月25日派往各地電台，分別在加拿大鄉村音樂榜、美國鄉村電台榜和美國熱門鄉村歌曲榜獲得第一位，歌曲截至2019年1月共售出194,000張。"和你一樣好"作為專輯第二主打，在2019年1月7日正式推出，歌曲截至2018年11月共售出20,000張。專輯分別於公告牌二百強專輯榜和最佳鄉村專輯榜登上榜首，在首周的銷量達至124,000張(包括105,000張實體專輯)，令此專輯成為布朗第一張公告牌二百強專輯榜及第三張最佳鄉村專輯榜的冠軍專輯。截至2019年1月，專輯共售出166,700張。接著與美國DJ棉花糖於2019年7月19日推出歌曲《最完美的事》。在2019年，布朗宣佈將在2020年開啟個人巡迴演唱會《世界之美巡迴演唱會》。

### 2020年至今: 《Mixtape: 第一輯》
2020年2月27日，聯同鄉村音樂組合Restless Road 推出單曲《帶我回家》，成為他音樂生涯第八首於告示牌百強單曲榜排名前十名的單曲。
3月27日，發佈歌曲《我最後一次對你說對不起》，並邀請約翰·傳奇合唱。4月21日，發佈單曲《回到從前》，並透露個人第三張迷你專輯已經完成，發佈日期則因2019冠狀病毒病疫情而無限期延遲。
7月發佈歌曲《像這樣》，與哈立德及斯韋·李合作，歌曲已確認收錄於其個人第三張迷你專輯。8月14日，發佈個人第三張迷你專輯《Mixtape: 第一輯》。

## 音樂作品
- 《同名專輯》 (英語： (2016)
- 《音樂實驗》 (英語： (2018)
- 《蛻變男人》 (英語：Different Man) (2022)

## 私人生活

### 家庭
布朗有一名妹妹，海蒂·斯沃福德 (英語：Hedid Swafford),於2016年被刺傷，事因是斯沃福德和另一名女子發生爭吵後，兩人發生肢體碰撞，後來該名女性用刀刺傷斯沃福德的頸部及肩膊，據悉，該名刺傷斯沃福德的女子已經被捕。

### 婚姻
2017年4月，凱恩在費城的一場音樂會上宣布與凱特琳·潔訂婚。他們於2018年10月12日在田納西州諾倫斯維爾的薄荷泉農場結婚，約有200個家人和朋友出席。布朗於2019年4月15日宣佈，他們將迎來第一個孩子。不到一個月後，他在2019年5月1日告示牌音樂獎的紅地毯接受訪問並透露了嬰兒是女孩。在2019年10月29日，太太誕下了他們的女兒金斯莉·羅斯·布朗。

### 個人資訊
| 凱恩·布朗 | 凱恩·布朗 | 凱恩·布朗 | 凱恩·布朗   | 凱恩·布朗   | 凱恩·布朗       |
| 頭髮顏色  | 眼睛顏色  | 星座      | 胸圍 (英寸) | 腰圍 (英寸) | 手臂大小 (英寸) |
| --------- | --------- | --------- | ----------- | ----------- | --------------- |
| 黑色      | 綠色      | 天秤座    | 41 英寸     | 33 英寸     | 13.5 英寸       |

### 紋身
- 他16歲想擁有第一個紋身，但第一個紋身是在18歲紋在胸上-"John 3:16"是取錄自聖經。
- 而他的頸上有繁體中文字"愛"的紋身，是與媽媽在母親節一同紋上。
- 左手麥克風的紋身因布朗認為只是紋麥克風看起來幼稚，所以現在在左手的是一個結他形的麥克風紋身。
- 左前臂有狼的刺青和他巡演經理一樣，意指整個巡演的團隊像狼群一樣團結。
- 右前臂有三個骷髏頭的刺青，意指「非禮勿視，非禮勿聽，非禮勿言。」
- 右臂的蛇刺青是希望提醒自己要戰勝恐懼。
- 而天使翼的紋身則紋在兩邊的二頭肌及肩膊，因為他希望擁有一雙翅膀。
- 另外，他胸上有蝙蝠俠刺青，一共用了8小時才完成。

註:以上有關紋身的故事均節錄自凱恩在iHeartRadio的訪問

## 獎項與提名
| 年份 | 頒獎典禮                   | 獎項                | 入圍作品                         | 結果 | 來源   |
| 2017 | 美國鄉村音樂學院獎         | 年度男新人          | 不適用                           | 提名 | [ 57 ] |
| 2017 | CMT音樂獎                  | 年度突破音樂錄影帶  | 《我曾如此深沉的愛著你》         | 提名 | [ 58 ] |
| 2018 | 2018 美國鄉村音樂學院獎    | 年度男新人          | 不適用                           | 提名 | [ 59 ] |
| 2018 | 2018 美國鄉村音樂學院獎    | 年度合作            | 《什麼如果》 (和勞倫·阿萊娜合唱) | 提名 | [ 59 ] |
| 2018 | 告示牌音樂獎               | 最佳鄉村歌曲        | 《什麼如果》 (和勞倫·阿萊娜合唱) | 提名 | [ 60 ] |
| 2018 | 告示牌音樂獎               | 最佳鄉村藝人        | 不適用                           | 提名 | [ 60 ] |
| 2018 | 告示牌音樂獎               | 最佳鄉村專輯        | 《首張同名專輯》                 | 提名 | [ 60 ] |
| 2018 | CMT音樂獎                  | 年度合作音樂影片    | 《什麼如果》 (和勞倫·阿萊娜合唱) | 獲獎 | [ 61 ] |
| 2018 | CMT音樂獎                  | 年度音樂影片        | 《什麼如果》 (和勞倫·阿萊娜合唱) | 提名 | [ 61 ] |
| 2018 | 全美音樂獎                 | 最受歡迎鄉村男藝人  | 不適用                           | 獲獎 | [ 62 ] |
| 2018 | 全美音樂獎                 | 最受歡迎鄉村專輯    | 《首張同名專輯》                 | 獲獎 | [ 62 ] |
| 2018 | 全美音樂獎                 | 最受歡迎鄉村歌曲    | 《天堂》                         | 獲獎 | [ 62 ] |
| 2018 | Taste of Country粉絲選擇獎 | 年度粉絲團          | 不適用                           | 獲獎 | [ 63 ] |
| 2018 | Taste of Country粉絲選擇獎 | 年度最驚喜演出      | 《什麼如果》 (和勞倫·阿萊娜合唱) | 獲獎 | [ 63 ] |
| 2018 | Taste of Country粉絲選擇獎 | 最佳鄉村專輯        | 《首張同名專輯》                 | 獲獎 | [ 63 ] |
| 2019 | 美國鄉村音樂學院獎         | 年度單曲            | 《天堂》                         | 提名 | [ 64 ] |
| 2019 | 告示牌音樂獎               | 最佳鄉村藝人        | 不適用                           | 提名 | [ 65 ] |
| 2019 | 告示牌音樂獎               | 最佳鄉村男藝人      | 不適用                           | 提名 | [ 65 ] |
| 2019 | 告示牌音樂獎               | 最佳鄉村歌曲        | 《天堂》                         | 提名 | [ 65 ] |
| 2019 | 告示牌音樂獎               | 最佳鄉村專輯        | 《首張同名專輯》                 | 提名 | [ 65 ] |
| 2019 | CMT音樂獎                  | 年度音樂影片        | 《和你一樣好》                   | 提名 | [ 66 ] |
| 2019 | CMT音樂獎                  | 年度男藝人音樂影片  | 《解放自己》                     | 獲獎 | [ 66 ] |
| 2019 | iHeartRadio 音樂獎         | 年度鄉村歌曲        | 《天堂》                         | 提名 | [ 67 ] |
| 2019 | 青少年票選獎               | 音樂選擇獎:鄉村藝人 | 不適用                           | 提名 | [ 68 ] |
| 2019 | 青少年票選獎               | 音樂選擇獎:鄉村歌曲 | 《和你一樣好》                   | 提名 | [ 68 ] |
| 2019 | 全美音樂獎                 | 最受歡迎鄉村男藝人  | 不適用                           | 獲獎 | [ 69 ] |
| 2019 | 全美音樂獎                 | 最受歡迎鄉村專輯    | 《首張同名專輯》                 | 提名 | [ 69 ] |
| 2020 | 告示牌音樂獎               | 最佳鄉村藝人        | 不適用                           | 提名 | [ 70 ] |
| 2020 | 告示牌音樂獎               | 最佳鄉村男藝人      | 不適用                           | 提名 | [ 70 ] |
| 2020 | 告示牌音樂獎               | 最佳鄉村專輯        | 《音樂實驗》                     | 提名 | [ 70 ] |
| 2020 | 全美音樂獎                 | 最受歡迎鄉村男藝人  | 不適用                           | 獲獎 | [ 71 ] |

## 巡迴演唱會
- 我們像雨中的雷聲巡迴演唱會 (英語：Ain't No Stopping Us Now Tour)[20][72](2016-2017)
- 世界之美巡迴演唱會 (英語：The Worldwide Beautiful Tour) (2020)[73][74][75]